# Ilse Becker-Döring
Ilse Becker-Döring (* 15. September 1912 in Frankfurt am Main; † 5. April 2004) war eine deutsche Juristin und Politikerin (CDU).

## Werdegang
Die Tochter eines Studienrates absolvierte im Jahr 1932 das Abitur an der Humboldtschule in Frankfurt. Direkt im Anschluss begann sie ein Studium der Rechtswissenschaften an der Johann Wolfgang Goethe-Universität Frankfurt am Main. Kriegsbedingt unterbrach sie ihr Studium, welches sie erst 1942 fortsetzen konnte. Die Erste juristische Staatsprüfung am Oberlandesgericht Frankfurt legte Becker-Döring im Jahr 1944 ab und promovierte am 28. April 1949 an der Universität Frankfurt am Main zu einem scheidungsrechtlichen Thema. Die Zweite juristische Staatsprüfung absolvierte Becker-Döring am Oberlandesgericht Hamburg im Dezember 1949. 1951 gründete sie ihre eigene Kanzlei mit Schwerpunkt Familienrecht und wurde als erste Rechtsanwältin im Kammerbezirk Braunschweig zugelassen.
Ihr politisches Engagement begann Becker-Döring als Mitglied der CDU im Jahr 1952 und wurde stellvertretende Vorsitzende der Niedersächsischen Frauenvereinigung der CDU. Später war sie Vorsitzende des Landesverbandes Braunschweig der Frauen der CDU sowie Vorstandsmitglied des Landesverbandes Braunschweig der CDU. Zwischen den Jahren 1961 und 1972 war sie Ratsherrin und ferner zwischen 1966 und 1972 1. Bürgermeisterin der Stadt Braunschweig. Von 1968 bis 1988 gehörte sie dem Bundesparteigericht der CDU an.
In der 7. und 8. Wahlperiode zwischen dem 21. Juni 1970 bis 20. Juni 1978 war sie Mitglied des Niedersächsischen Landtages.
Von 1936 bis 1948 war sie mit dem Architekten Wilhelm Peter Becker verheiratet, mit dem sie drei Kinder hatte. Von 1959 bis 1965 war sie Vizepräsidentin und von 1965 bis 1980 Präsidentin des Deutschen Verbandes berufstätiger Frauen.

## Ehrungen
- 1973: Bundesverdienstkreuz Erster Klasse
- 1987: Großes Verdienstkreuz der Bundesrepublik Deutschland